# Gaetano Alimonda
Gaetano Alimonda (ur. 23 października 1818 w Genui, zm. 30 maja 1891 tamże) – włoski duchowny katolicki, kardynał, arcybiskup Turynu.
Święcenia kapłańskie przyjął 10 czerwca 1843. Był rektorem Seminarium w Genui. 21 września 1877 został wybrany biskupem  Albengi. Sakrę biskupią otrzymał 11 listopada 1877 w Genui z rąk arcybiskupa Salvatore Magnasco (współkonsekratorami byli biskupi Giovanni Baptista Cerruti i Tomasz Reggio). 12 maja 1879 Leon XIII wyniósł go do godności kardynalskiej, zrezygnował wtedy z kierowania diecezją Albengi i został kardynałem kurialnym. 15 maja 1879 Alimonda otrzymał kapelusz kardynalski, a 22 września 1879 tytuł kardynała prezbitera Santa Maria in Traspontina. 9 sierpnia 1883 przeszedł na stolicę metropolitalną Turynu, na której pozostał już do śmierci. 